# コーカー対ジョージア州事件
コーカー対ジョージア州事件（コーカーたいジョージアしゅうじけん、Coker v. Georgia）433 U.S. 584 (1977)は、成人女性に対する強姦罪で犯人に死刑を科すのは過大な刑罰であり、アメリカ合衆国憲法修正第8条により違憲であると判決された裁判。いくつかの州では、この後にも子供に対する強姦で死刑を科す法律が存在していた。しかし、2008年のケネディ対ルイジアナ州事件で、人に対する犯罪は殺人を伴わない全ての場合において死刑が違憲であると判決され、コーカー判決の対象範囲が拡大された。